# Mitsubishi Jyuko Yokohama Building
La Mitsubishi Jyuko Yokohama Building est un gratte-ciel de 150 mètres construit en 1993 à Yokohama au Japon. 